# Spelungula
Spelungula is een geslacht van spinnen uit de familie Gradungulidae.

## Soorten
Het geslacht kent de volgende soort:
- Spelungula cavernicola Forster, 1987